# Filmbüro Bremen
Das Filmbüro Bremen e. V. ist die Kulturelle Filmförderung der Freien Hansestadt Bremen und die Interessenvertretung der Bremer Filmschaffenden.

## Aufgaben und Ziele
Der Aufgabenbereich des Filmbüro Bremen e. V. erstreckt sich von der kulturellen Filmförderung über die Förderung von Filmen von Hochschulabsolventen bis hin zur Förderung filmischer Kleinstprojekte.

## Filmförderung
Die Kulturelle Filmförderung des Filmbüros Bremen hat jährlich ein bis zwei Einreichtermine für Anträge in den Bereichen Drehbuch, Produktionsvorbereitung, Produktion und Vertrieb.
Bei der Kleinstprojektförderung können laufend bis zu 1.000 Euro für die Produktion oder Vertrieb Bremer Filme beantragt werden.
Als Partner der nordmedia Mediengesellschaft Niedersachsen/Bremen nimmt das Filmbüro Bremen eine aktive Rolle bei der Entwicklung des regionalen Medienmarktes ein.
Eine überregionale Bedeutung innerhalb der deutschen und europäischen Förderlandschaft kommt dem Filmbüro nicht zuletzt durch die Veranstaltung des Kurzfilmfestivals young collection und durch die Förderung von Film-Projekten zu, die auch international Beachtung finden.
Als Beispiele hierfür können etwa Filme wie Lieber Fidel - Maritas Geschichte oder der auf dem New York Festival in New York 2009 mit der „Gold World Medal“ ausgezeichnete Dokumentarfilm Schnappschuss mit Che von Wilfried Huismann genannt werden.

## Kurzfilmfestival
Mit der young collection wurde 1997 ein bundesweit ausgeschriebener Kurzfilmwettbewerb eingerichtet, der laut Zielsetzung der Initiatoren ein „Forum junger Filme“ schaffen soll. Neben einem Kritikerpreis werden dabei auch zwei Publikumspreise vergeben. Die young collection dient so der Entdeckung und Förderung junger Talente im Bereich des Filmes.
Zu den bisherigen Preisträgern gehören u. a. auch späterhin so bekannt gewordene Filmemacher wie der Berlinale-Preisträger Jan Koester und der Filmregisseur Florian Henckel von Donnersmarck.

## Förderpreise
Das Filmbüro Bremen vergibt jährlich im Frühjahr den Dokumentarfilm Förderpreis, mit dem Konzepte für ein Dokumentarfilm Projekt prämiert werden. Er ist mit 15.000 dotiert.
Jährlich im Spätsommer wird der Bremer Videokunst Förderpreis vergeben, für ein Konzept, das mit dem Preisgeld realisiert und in einem renommierten Bremer Museum oder einer Galerie ausgestellt wird.